# Jan Carel van Wessem
Jan Carel van Wessem (Tiel, 14 maart 1799 - Zaandam, 18 juni 1864) was een Nederlands politicus.

## Familie
Van Wessem was zoon van de Tielse koopman Adrianus van Wessem (1775-1854) en Jenneke van den Heuvel (1775-1884). Hij trouwde met Maartje Corver (1801-1884). Uit dit huwelijk werden zes kinderen geboren.

## Loopbaan
Van Wessem was vanaf 1820 houthandelaar en oliefabrikant te Zaandam. Hij was daarnaast voorzitter van de Kamer van Koophandel Zaanland en dijkgraaf in de polder Westzaan (1854-1864).
Hij was actief in de politiek; hij was lid van de Provinciale Staten van Noord-Holland (1843-1848, 1849-1850) en vanaf 1847 tot aan zijn overlijden gemeenteraadslid en wethouder van Zaandam. Hij werd in 1847 verkozen tot Tweede Kamerlid, maar nam zijn benoeming niet aan. In 1848 werd Van Wessem door de Staten afgevaardigd als buitengewoon lid van de Tweede Kamer der Staten-Generaal. Hij voerde het woord bij de algemene beschouwingen over de Grondwetsherziening. Hij stemde tegen hoofdstuk VI (Godsdienst), maar steunde de voorstellen tot herziening.
Van 7 oktober 1850 tot aan zijn overlijden in 1864 was hij lid van de Eerste Kamer der Staten-Generaal. Hij stemde tegen de ontwerp-Gemeentewet (1850), tegen het Verdrag met België inzake handel en scheepvaart (1851) en tegen de ontwerp wet inzake visserij en jacht (1857). Hij behoorde in 1860 tot de twintig leden die tegen de (verworpen) ontwerp-wet over aanleg en exploitatie van de Noorder- en Zuiderspoorwegen stemden.
- Biografisch Portaal: 57307210
- Parlement.com: vg09llcx06y9